# Selenia roseofasciata
Selenia roseofasciata là một loài bướm đêm trong họ Geometridae.